# NGC 1444
NGC 1444 је расејано звездано јато у сазвежђу Персеј које се налази на NGC листи објеката дубоког неба.
Деклинација објекта је + 52° 39' 18" а ректасцензија 3h 49m 25,0s. Привидна величина (магнитуда) објекта NGC 1444 износи 6,6. NGC 1444 је још познат и под ознакама OCL 394.